# Baraga County
Baraga County är ett administrativt område i delstaten Michigan, USA. År 2010 hade countyt 8 860 invånare. Den administrativa huvudorten (county seat) är L'Anse. 

## Geografi
Enligt United States Census Bureau så har countyt en total area på 2 768 km². 2 341 km² av den arean är land och 427 km² är vatten. 

### Angränsande countyn
- Marquette County - öst
- Iron County - syd
- Houghton County - väst
- Övre sjön (engelska: Lake Superior, franska: Lac Supérieur) - norr

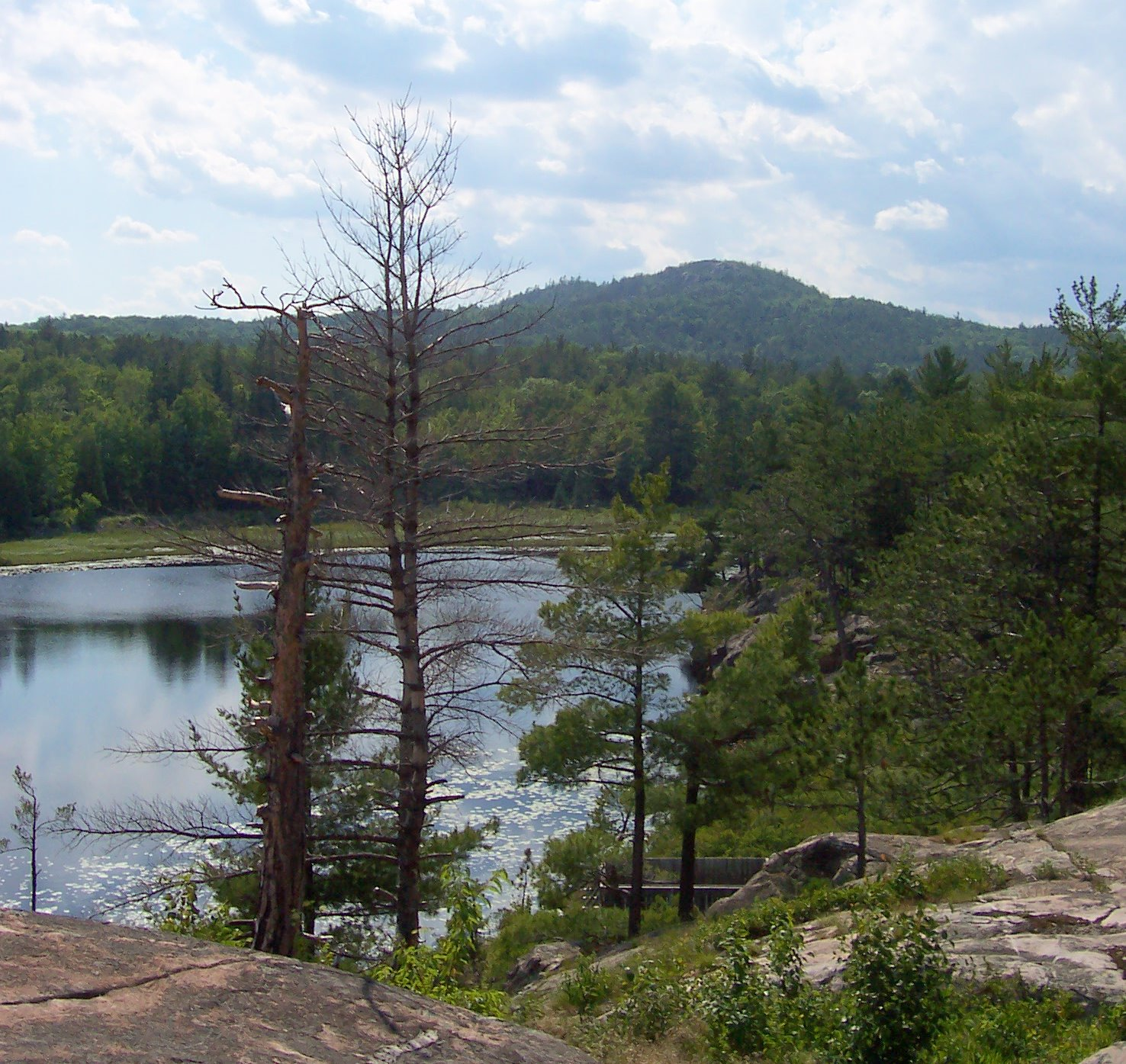
Hogback Mountain i Huron Mountains